# Phare du cap Carbonara
Pour les articles homonymes, voir Carbonara.
Le phare du cap Carbonara (en Italien :Faro di Capo Carbonara) est un phare situé à l'extrémité du cap Carbonara. Il appartient à la commune de Villasimius en mer Tyrrhénienne, dans la Province du Sud-Sardaigne (Sardaigne), en Italie.

## Histoire
Le cap Carbonara, à l'est du golfe de Cagliari dans l'aire marine protégée actuelle, a accueilli plusieurs tours défensives comme la Fortezza Vecchia construite par les Aragonais, la tour de Porto Giunco construite en 1580 et la petite tour de Capo Carbonara construite en 1578.
Le premier phare a été construit en 1917 et a été décrit comme une tour métallique à claire-voie. Le phare actuel a été construit en 1974, juste à côté de l'ancien, et est placé sur le sommet du cap. Le phare est géré par Marina Militare et il est entièrement automatisé.

## Description
Le phare  se compose d'une tour cylindrique en maçonnerie de 5 m de haut, avec galerie et lanterne, adjacente à une maison de gardiens de deux étages. Le bâtiment est peint en blanc et le dôme de la lanterne est gris métallisé. Il émet, à une hauteur focale de 120 m, un bref éclat blanc toutes les 7.5 secondes. Sa portée est de 23 milles nautiques (environ 43 km).
Identifiant : ARLHS : SAR-010 ; EF-1258 - Amirauté : E1043 - NGA : 8548 .

## Caractéristiques dufeu maritime
Fréquence : 7.5 secondes (W)
- Lumière : 0.3 seconde
- Obscurité : 7.2 secondes

|               |
| Cap Carbonara |

### Lien connexe
- Liste des phares de la Sardaigne